# 酸性火成岩
酸性火成岩，也叫做“花岗岩-流纹岩，是火成岩的一大类，其中富含二氧化硅，含量达65-75%。
酸性岩包括花岗岩、花岗斑岩、流纹岩等，其中浅色的含有钾长石、斜长石、石英等，深色的含有黑云母。
酸性岩中富含矿物，一般有锡、钨、钼、铋、铅、锌、银、铜、铁、铀、以及稀有金属等。